# Confessor
Confessor (v překladu z angličtiny vyznavač) je americká doommetalová kapela založená roku 1986 ve městě Raleigh ve státě Severní Karolína. Založili ji přátelé ze škoních lavic Scott Jeffreys (zpěv), Cary Rowells (baskytara) a Brian Shoaf (kytara) společně s Brianovým bratrem Jimem Shoafem (bicí) a kytaristou Grahamem Fryem, kteří si dali za cíl pokusit se o unikátní hudební projev. Tato snaha začínala nabývat konkrétních obrysů o rok později s příchodem bubeníka Steva Sheltona, který disponoval potřebným umem a technickou zručností.
Debutové studiové album Condemned vyšlo v roce 1991 pod hlavičkou britského vydavatelství Earache Records. Graham Fry odešel a byl na postu kytaristy nahrazen Ivanem Colonem. Po vydání eponymního EP Confessor se kapela v lednu 1994 rozpadla pro nedostatek zájmu o její tvorbu a neúspěšné pokusy o nahrání druhé řadové desky. Znovu se zformovala v roce 2002 během tragické události – úmrtí kytaristy Ivana Colona, aby odehrála benefiční koncert na jeho památku. Zbývající členové se rozhodli pokračovat v další činnosti.

## Diskografie
Dema
- Rehearsal Demo (1986)
- The Secret (1987)[1]
- Uncontrolled (1988)[1]
- Collapse (1990)[1]

Studiová alba
- Condemned (1991)
- Unraveled (2005)

EP
- Confessor (1992) – obsahuje 2 coververze skladeb americké kapely Trouble
- Blueprint Soul (2004)
- Sour Times (2005)

Kompilační alba
- The Demos (2002) – CD kompilace tří demonahrávek: The Secret (1987), Uncontrolled (1988) a Collapse (1990)
- Uncontrolled (2012) – CD + DVD

Promo nahrávky
- Rock Hard Presents: Gods of Grind (1991) – promo CD s celkem 4 skladbami od kapel Cathedral, Entombed, Carcass a Confessor

Various Artists kompilace
- Gods of Grind (1992) – VA kompilační CD s kapelami Cathedral, Entombed, Carcass a Confessor

## Videografie
DVD
- Live in Norway (2006)